# 音響系
音響系（おんきょうけい、英語: Onkyokei）は、英語で「音の響き (reverberation of sound)」と説明される、フリー・インプロヴィゼーションの一形態で、1990年代後半の日本に由来する。音響は、英語では「サウンド、ノイズ、エコー (sound, noise, echo)」と訳すこともできるとされる。音響系として言及されるアーティストには、中村としまる、秋山徹次、Sachiko M、杉本拓などがいる。
2000年から2005年まで東京の代々木にあった「Off Site」という場所は、インプロヴィゼーション、ミニマリズム、「静かなノイズ (quiet noise)」を特徴とする音楽運動としての音響系の拠点であった。音響系のインプロヴィゼイションは、「アコースティックやエレクトリカルなサウンドの細やかなテクスチュアの細部を追求する (explores the fine-grained textural details of acoustic and electronic sound)」ものとされる。
音響系は、それと複雑に絡み合った音楽ジャンルであるEAI (electroacoustic improvisation) の発展に影響を与えた。音響系の国境を超えた広まりは、「日本の新しい音楽 (Japanese new music)」の一形態とする見方に影響を与えているが、一方で多くの論者は、音響系は日本の文化的アイデンティティとはほとんど無関係であると論じている。